# Голстон
Го́лстон (англ. Galston) — город в Шотландии в округе Ист-Эршир. Расположен в шести с половиной километрах от Килмарнока, административного центра округа.